# Шумаково (Курская область)
Шумако́во — село в Солнцевском районе Курской области России.

## География
Село Шумаково находится в Солнцевском районе Курской области, в 40 км от центра Курска по прямой, и 50 км по автодороге (с выездом на трассу Р298 и до въезда в город). Так же по прямой 12 км до районного центра поселка Солнцево, 100 км до Белгорода, и 180 км до Воронежа.
На северо-восточной границе села пролегает река Сейм. От села отходят дороги до Солнцево, Полевой и региональной магистрали, соединяющей поселок Солнцево с магистралью Р298.

## История
Российская империя
Село Шумаково, вероятно, было основано одним из дворян рода Шумаковых в 17 веке. В государственном архиве Курской области сохранились ревизские сказки. В них по 3-й ревизии 1762 года упоминается село Вышнее Шумаково. В этом селе были владения мелкопоместных помещиков: Матрёны Чапкиной, Якова Шумакова, капитана Михаила Шумакова, Никиты Шумакова, прапорщицы Марфы Шумаковой, прапорщика Иосифа Шумакова.
По 9-й ревизии 1859 года упоминается два села Шумаково. Всего 13 помещиков в первом и 22 помещика во втором сёлах.
С периода отмены крепостного права сохранились уставные грамоты  (договоры помещиков с крестьянами о наделении крестьян землёй, о выкупных платежах). Сохранилась уставная грамота помещицы Заикиной: 

«При разверстке земли на каждую мужскую душу пришлось 3 десятины земли»
 Уставная грамота села Шумаково, помещика Белевцева: 

«Находящиеся при имении водопои в двух колодцах и в реке Сейм остаются у помещика»
В 1888 году была построена Покровская церковь и при ней открылась первая в селе церковно-приходская школа.
После проведения Столыпинской аграрной реформы в селе Шумаково было 155 дворов и 1084 душ населения (муж. — 543, жен. — 541).
Перед Октябрьской революцией наряду с мелкопоместными дворянами были дворяне, имеющие довольно крупные поместья: помещик Захаров имел 500 десятин земли, помещик Любастров — 175 десятин.
Октябрьская революция
Советская власть в селе установилась в 1918 году. В Шумаково был создан Совет, первым председателем которого был избран участник штурма Зимнего дворца Григорий Анатольевич Шумаков.
В 1928 году образовался Солнцевский район, куда вошёл Шумаковский сельсовет. В 1930 году, в период «сплошной коллективизации», на территории сельсовета организовываются четыре колхоза: «Трудовик» (деревня Машкино), имени Сталина, «Борец» (село Шумаково) и колхоз имени Димитрова (х. Белевцевский).
По мере роста колхозного производства повышалось и материальное обеспечение колхозников. В селе построили начальную и семилетнюю школы.
Великая Отечественная война
В 1942 году военно-фашистские захватчики вошли в село. За время оккупации было расстреляно 33 мирных жителя, разрушена начальная школа, семилетняя превращена в конюшню, сожжены дома многих жителей.
В феврале 1943 года части 60-й армии генерал-майора И. Д. Черняховского освободили село.
На территории села Шумаково был аэродром, на котором базировался 165-й авиаполк. Шумаковцы оказывали посильную помощь лётчикам.

## Население
| 2002 | 2010 |
| ---- | ---- |
| 814  | ↘772 |

## Инфраструктура
В Шумаково есть 4 асфальтированные улицы, и одна с покрытием из бетонных плит, остальные улицы не имеют покрытия.
В селе есть школа, дом культуры, сельсовет, 4 магазина, кладбище, колхоз, почта и железнодорожная станция «Шумаково».
Самая длинная улица — Широкая. 1,8 км не имеют покрытия и 0,5 км с покрытием из бетонных плит. Центральной улицей считается Станционная, которая на 570 метров покрыта асфальтом и 450 метров без покрытия.

## Транспорт
Через село следуют регулярные маршруты автобуса из Курска в Солнцево и обратно, а также из Солнцево в Полевую и обратно. Ходит регулярная электричка из Курска в Белгород и обратно.